# Zoila Ascasíbar
Zoila Ascasíbar Artola (Elgueta, Guipúzcoa, 27 de junio de 1877 – posterior a 1945) fue una impresora y editora española.

## Biografía
Nació en la localidad guipuzcoana de Elgueta y, tras la muerte de su madre, hacia 1897, se fue a trabajar a Madrid, donde ya residían algunas de sus hermanas mayores. 
Zoila Ascasíbar empezó a trabajar como criada en la casa de Manuel Alhama Montes, periodista y editor de la revista ilustrada Alrededor del mundo.

## Trayectoria profesional
Después de la muerte del impresor Manuel Alhama Montes en marzo de 1910, el negocio pasó por varias manos hasta que Zoila Ascasíbar se hizo cargo como propietaria hacia mediados de 1923 y en el padrón municipal de 1925 ya aparece definica como industrial y en 1924 ya era impresora. Sus talleres y oficinas estaban ubicadas en el número 65 de la calle Martín de los Heros en Madrid, y llegó a tener 40 personas en plantilla. Ascasíbar vivía en el mismo edificio, en el piso superior, con su marido Mariano Gracia quien también formaba parte del personal de la editorial.
De la imprenta salieron durante los años 1920 y 1930 importantes publicaciones hasta el estallido de la Guerra civil española. Imprimió una amplia variedad de textos: libros, revistas especializadas (de arquitectura, eróticas, satíricas), periódicos de índole política diversa (republicanos, falangistas), colecciones periódicas de novelas cortas, etc. Las primeras publicaciones bajo el sello de Zoila Ascasíbar datan de 1924. A partir de 1925, también fue editora de libros de tema artístico, en cuya elaboración puso especial esmero, al igual que hizo con muchos de los números extraordinarios de revistas que salieron de su imprenta.
En un anuncio para el negocio, publicado en 1931, se leía: "Imprenta Zoila Ascasibar. Especialidad en libros y revistas de gran tirada. Dotada con maquinaria modernísima para efectuar toda clase de trabajo de imprenta y encuadernación".
Tras un incendio provocado por el periodista Antonio Cabanillas, con el que Zoila mantuvo algunos negocios, en el que Cabanillas falleció, la imprenta se trasladó a otro edificio en la misma calle.
Las publicaciones bajo el sello de Zoila Ascasíbar se publicaron hasta 1936 hasta el estallido de la Guerra civil española y a partir de ese año se perdió la pista de su labor como impresora.
Una hoja informativa en el Centro Documental de la Memoria Histórica de Salamanca (ficha conservada en el CDMH ) muestra que era partidaria de la República.
Los últimos datos conocidos sobre Ascasíbar son de 1945.
En 2018, Ángeles Ezama Gil, profesora del Departamento de Filología Española de la Universidad de Zaragoza, inició una investigación sobre Zoila Ascasíbar, para recuperar las aportaciones de la editora y dar a conocer su trabajo "Ascasibar es una mujer invisible para la historia. El rastro más notable de ella en la actualidad es una editorial que lleva su nombre en homenaje". Su trabajo formó parte del proyecto de investigación liderado coordinado por la investigadora del CSIC Pura  Fernández Rodríguez Prácticas culturales y esfera pública: editoras españolas y latinoamericanas contemporáneas, dentro del Grupo de Investigación sobre Cultura, Edición y Literatura en el Ámbito Hispánico (siglos XIX-XXI) GICELAH.

## Enlaces  externos
- La prensa carlista y falangista durante la Segunda República y la Guerra Civil (1931-1937)

- Datos: Q60182623